# 信砂車站
信砂站（日语：／ Nobusha eki */?）是位於北海道增毛郡增毛町大字舍熊村字信砂，隸屬於北海道旅客鐵道（JR北海道）留萌本線，已廢除的鐵路車站。電報略號為ノフ。
車站名稱可能源於阿伊努語「nup-sam-pet」（原野旁邊的河流）或「nup-sa」（原野中靠近海濱的地方）。
本車站與舍熊車站之間的車站距離是0.8km，在2016年留萌車站至增毛車站被廢線前是北海道中車站距離最短的。

## 歷史
- 1963年（昭和38年）12月1日 - 日本國有鐵道禮受車站至舍熊車站之間設立信砂臨時站（仮乗降場），亦開始旅客業務。
- 1987年（昭和62年）4月1日 - 隨著國鐵分割民營化，車站由北海道旅客鐵道（JR北海道）接管。同時車站升格為信砂站。
- 1990年（平成2年）3月10日 - 設定營業距離。
- 1993年（平成5年）2月 - 車站向增毛方向前進42米。
- 2016年（平成28年）12月5日 - 由於留萌車站至增毛車站路段廢除，本車站同時廢站[2][3]。

## 車站構造
廢站時為1面1線的地面車站。側式月台位於路軌的西北方（增毛方向的右方）。沒有轉轍器的棒線車站。
由臨時車站開始已經是無人車站。月台北方出入口設置了候車室，為搬遷車站時使用預製組件興建。沒有設置廁所。搬遷車站後月台為木製甲板式，長度為一輛列車，並安裝了導盲磚。
1993年，由於信砂河進行改道工程，車站向增毛方向前進了42米。而搬遷前的車站，月台位於路軌的東南方（增毛方向的左方），車站建築物位於月台南方出入口附近，外觀與阿分車站的候車室相似。而月台往增毛方向設有斜坡連接車站外的道路。

## 載客量
- 1992年的每天載客量為12人，每天上下車乘客量為24人。
- 2011年至2015年度平均每天載客量少於10人[4]。

## 車站周邊
- 國道231號（日语：国道231号）（U-LO-LON線）

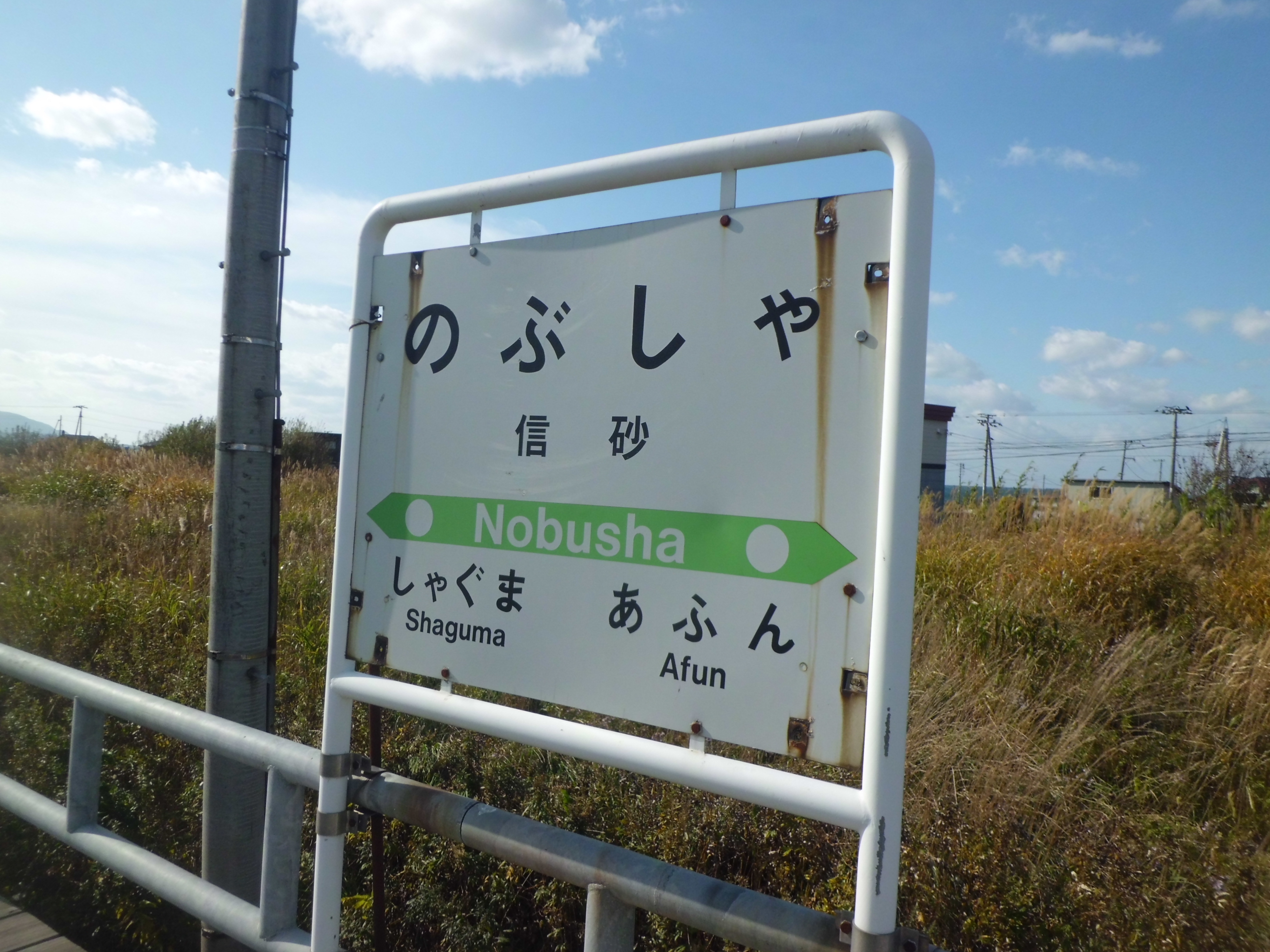
站名標誌牌

- 北海道道94號增毛稻田線（日语：北海道道94号増毛稲田線）
- 信砂川
- 新信砂川
- 沿岸巴士「彥部」車站

## 相鄰車站
北海道旅客鐵道
留萌本線
阿分－信砂－舍熊

## 外部連結
- 信砂站（JR北海道旭川分社）
- （页面存档备份，存于）